# Bogdan Makal
Bogdan Makal, również Bogdan Artur Makal – polski śpiewak klasyczny (bas-baryton) i pedagog,
Studiował w Akademii Muzycznej w Bydgoszczy oraz w Akademii Muzycznej we Wrocławiu – dyplom z wyróżnieniem w klasie Kazimierza Myrlaka. Pedagog Akademii Muzycznej we Wrocławiu, kierownik Katedry Wokalistyki. Profesor nauk muzycznych (2009). Brał udział w nagraniach dwu płyt nominowanych do Nagrody Muzycznej Fryderyk: Paweł Łukaszewski, Marek Jasiński (Gaude Mater 2) – nominacja w 2001 w kategorii Najwybitniejsze nagranie muzyki polskiej oraz Marcin Mielczewski nominacja w 2018 w kategorii Album roku muzyka dawna. Nagrodzony Brązowym Medalem ”Zasłużony Kulturze Gloria Artis" (2023).